# Баринг-Гулд, Уильям
Уильям Сабин Баринг-Гулд (англ. Sabine Baring-Gould; 28 января 1834 — 2 января 1924) — английский священник викторианской эпохи, агиограф, поэт, писатель и собиратель народных песен. Автор 1240 монографий по самому широкому кругу вопросов. Его исследования ликантропии и средневековых верований привлекли внимание писателей-фантастов.

## Биография
Родился на юге Англии, в семье Эдварда Баринг-Гулда (1804—1872) военного в отставке и управляющего Британской Ост-Индской компании и Шарлотты Бонд, дочери адмирала королевского флота. После ухода из компании его отец с семьёй много путешествовали по Европе. В юности Баринг-Гулд посещал школы в Германии и Франции, проявил талант к иностранным языкам и к концу обучения в Клэр-колледже Кембриджского университета овладел шестью иностранными языками. После окончания учебы преподавал в школе-интернате для мальчиков, и, по преданию, выделялся там как нетрадиционный педагог со склонностью к сверхъестественному, поскольку приходил на уроки со своим питомцем на плече — прирученной летучей мышью. В возрасте 30 лет принял сан и стал викарием в Хорбери (Йоркшир), позднее он получил приход в Девоне. Баринг-Гулд вместе со своим другом Робертом Бернардом организовал первые научные археологические раскопки в Дартмуре в Гримспаунде в 1893 году.

### Обращение к оккультным темам
Интерес к сверхъестественным явлениям, который Баринг-Гулд разделял со многими современниками, проявился в юном возрасте, когда он бродил один по бесплодному Дартмуру на западе Англии. Во время своих путешествий он познакомился с верой в оборотней во Франции, поэтому за относительно короткое время он написал первую книгу об оборотнях на английском языке, которая вышла в 1865 году под названием «Книга оборотней». Знание нескольких европейских языков позволило ему изучать и цитировать источники на разных языках. В следующем году последовала вторая работа, снова посвященная необычным темам — «Curious Myths of the Middle Ages». Книга была впервые опубликована в двух частях в 1866 и 1868 годах и с тех пор неоднократно переиздавалась. «Каждая из двадцати четырёх глав книги посвящена определенному средневековому суеверию, его вариантам и истокам», — написал критик Стивен Дж. Мариконда. Говард Лавкрафт назвал книгу «тем любопытным сводом средневековых преданий, который покойный мистер Баринг-Гулд объединил в форме книги».
«Книга оборотней», которая и сегодня часто цитируется в кругах британских специалистов по оборотням, значительно уступает работе Вильгельма Герца, опубликованной двумя годами ранее, в своей научности, а также в представлении деталей. В то время как диссертация немецкого филолога была академической работой, целью которой была переоценка феномена оборотней с исторической точки зрения и с точки зрения мифологии, Баринг-Гулд обратился к позднеромантической аудитории, которая предпочитала мрачную литературу. «Книгу оборотней» можно классифицировать как научно-популярную литературу, которая отличается от чистой «фантастики» ориентацией на классические мифы, фольклорные предания и реальные случаи, но воздерживается от интерпретации веры в оборотней и вместо этого полагается на эффект шоу. Критике подверглось и то, как много автор уделяет внимания делам, не имеющим никакого отношения к теме оборотней, например, три главы посвящены Жилю де Ре.
Не только на литературном поприще молодой пастор из богатой семьи не оправдал возложенных на него надежд. Очевидно, он не знал социальных предрассудков, поскольку в 1868 году женился на фабричной работнице Грейс Тейлор, для которой ранее оплатил образование, подобающее будущей жене викария. Драматург Джордж Бернард Шоу был другом семьи викария на протяжении многих лет, поэтому можно предположить, что его пьеса «Пигмалион», послужившая материалом для мюзикла «Моя прекрасная леди», была вдохновлена необычными взаимоотношениями Баринг-Гулда и его супруги.
В 1881 году Баринг-Гулд получил престижный приход Лью-Тренчард на окраине Дартмура. Приход принадлежал семье Баринг-Гулд на протяжении многих лет, и доход от связанного с ним поместья позволял преподобному обеспечить достойную жизнь своей большой семье. Кроме того, он совершал обширные образовательные путешествия и с большим рвением собирал книги, не пренебрегая при этом написанием книг.

### Литературное творчество
Полного списка публикаций Баринг-Гулда нет, так как некоторые статьи были опубликованы в журналах анонимно. Речь идет о более чем 200 книгах, памфлетах и сборниках проповедей, не считая зависимых статей. В их число входят около 30 романов и монументальный труд «Жития святых» в 16 томах. Кроме того, есть книги по теологическим и моральным вопросам, социальной политике, местной истории и, конечно, о его путешествиях, например, на юг Франции и в Исландию. Согласно брошюре «Британской библиотеки», поток его публикаций временами возглавлял список самых плодовитых авторов за всю историю английской литературы. В одном из своих самых известных романов, «The Frobishers» (1901), он осудил катастрофические условия труда на гончарных фабриках центральной Англии, «Potteries of Staffordshire», и был одним из первых писателей, сосредоточивших внимание на экологических заболеваниях, таких как широко распространенное отравление свинцом, на последствия которого многие политики закрывали глаза в интересах экономического бума.
Баринг-Гулд был особенно заинтересован в исследовании и записи регионального фольклора. Своей любимой работой он назвал до сих пор популярный сборник «Песни Запада» (1889) с народными песнями Корнуолла и Девоншира. Затем последовали книги народных песен для школьников и другие фольклорные издания, а также народные сказки. Впоследствии он не комментировал эти две более оккультные ювенильные книги, а некоторые сайты, посвященные ему, также скрывают его нездоровый интерес к оборотням и другим мрачным диковинкам.
Потомки помнят Баринг-Гулдса не по его многочисленным религиозным сочинениям или сборникам народных песен. Только его хорал «Вперёд, солдаты-христиане!» стал общеизвестным — пример воинственного чувства миссии викторианской эпохи. Второе место занимает его «Книга оборотней», но в большинстве биографий она отсутствует. «Книга о призраках», опубликованная в 1904 году, также не фигурирует почти ни в одном списке книг.

### Последние годы
В 1916 году умерла его жена Грейс, подарившая ему 15 детей за почти пятьдесят лет брака. Уильям Сабин Баринг-Гулд скончался спустя восемь лет, всего за три недели до своего девяностолетия, и был похоронен рядом с женой на семейном кладбище в Лютренчарде.
Внук Баринг-Гулда Уильям Стюарт унаследовал интерес к мрачным темам и преуспел в литературе как знаток криминальной литературы. Он опубликовал сборник детективных рассказов о Шерлоке Холмсе в научном аннотированном издании и написал вымышленную биографию легендарного сыщика, переплетая части реальной истории жизни своего знаменитого деда со скупыми подробностями детства и юности детектива сэра Артура Конан-Дойла. За ним последовала аналогичная вымышленная биография американского детектива Ниро Вульфа.